# Systemy kojarzeń
Systemy kojarzeń, systemy rozrodcze – formy rozmnażania oraz opieki nad potomstwem w zależności od stosunku płci osobników dorosłych. Od systemu kojarzeń zależy udział danej płci w opiece nad potomstwem oraz dymorfizm płciowy. Należą tu:
- monogamia
- poligamia
  - poligynia
  - poliandria
  - promiskuityzm